# Chie-chan e io
Chie-chan e io è un romanzo di Banana Yoshimoto, edito da Feltrinelli nella collana I canguri.

## Trama
Le protagoniste della storia sono la narratrice Kaori Morisawa e Chie Seto, cugina introversa di Kaori, sempre chiamata Chie-chan (dove "chan" è uno dei suffissi onorifici giapponesi).
Kaori è una donna bella e indipendente di 40 anni, per sua definizione di mezza età, importatrice di prodotti italiani come gioielli, piccoli oggetti d'artigianato, accessori e abbigliamento, presso il negozio della zia, un vero e proprio salotto per donne ricche.
Grazie al suo lavoro riesce a viaggiare spesso in Italia, paese verso il quale mostra una vera passione apprezzandone gli aspetti artistici, culturali, fino ad impararne la lingua. Questa sua indipendenza l'ha portata a vivere da sola, nonostante il forte legame coi genitori(che della guarigione da una malattia si trasferiscono in Malesia) e con il fratello. La sua vita viene animata dall'arrivo di Chie-chan: una cugina rimasta orfana. Lei al funerale di sua madre, chiede a Kaori di poter vivere insieme. Riguardo a questa convivenza e questo legame si insinuano malignità da parte di parenti e amici che, nel caso dei genitori e del fratello, svaniranno riconoscendone l'autenticità.
Chie-chan è una ragazza timida ed introversa, non parla molto ma ascolta sempre con attenzione. Lei è la cugina di Kaori, inizialmente si crede che sia la figlia illegittima di un politico che non la vuole riconosce e compra il silenzio della madre di Chie regalandole un appartamento che la stessa in seguito venderà e userà come eredità verso la figlia, inoltre alla sua morte predispose che venga versata mensilmente una somma in denaro a chi si fosse occupato di Chie. Proprio per questo la convivenza con Kaori non è considerata disinteressata.
Chie solo in seguito confesserà a Kaori che la figlia illegittima morì e che sua madre naturale non sopravvisse al parto e così venne presa da sua zia.
Le loro vite così tranquille e abitudinarie verranno scosse da un incidente a Chie, senza conseguenze e dalla sua partenza e breve permanenza in Australia, suo paese di origine. Kaori incontrerà Shinoda un uomo d'affari, commerciante con una famiglia italiana di prodotti alimentari, verso il quale mostra interesse.
La separazione tra le due donne, però non durerà molto, infatti Chie tornerà a casa con Kaori.

## Edizioni
Banana Yoshimoto, Chie-chan e io, traduzione di Giorgio Amitrano, Feltrinelli, 2008,  p. 142, ISBN 88-07-72172-4.